# Coletânea musical
Uma coletânea musical é um conjunto de canções selecionadas de diferentes álbuns de um determinado cantor ou de uma banda. As coletâneas musicais são também conhecidas por "Greatest Hits" e são lançadas geralmente para comemorar alguma data especial de um artista, como aniversário de carreira.
Tratando-se de um conjunto de canções de vários artistas reunidos num mesmo álbum, estamos perante uma coletânea temática ou compilação. Um exemplo são os álbuns contendo músicas de Natal, ou ainda os álbuns contendo canções de filmes, de vários artistas.
Quando as faixas são do mesmo artista de gravação, o álbum pode ser referido como um álbum retrospectivo ou uma antologia.
A montagem de uma Coletânea musical por vezes é dificultada, já que o selo que lança o álbum deve garantir a permissão de todas as partes envolvidas. Isso pode significar uma demanda de uma longa lista de editores, gravadoras e músicos, que às vezes têm interesses conflitantes. Esse fato é verdadeiro até mesmo em se tratando de uma coletânea de um único artista ou banda, se o mesmo tiver trabalhado com mais de uma gravadora ao longo de sua carreira.

## Tipos
As coletâneas podem ser dívidas em:
| Tipo                                                           | Info | Exemplo |
| -------------------------------------------------------------- | --- | --- |
| Álbum de grandes êxitos                                        | Compilação com as canções mais conhecidas de um artista ou banda em particular | Ex: Elvis' Golden Records |
| Box Coletânea                                                  | Coleções multi-disco, muitas vezes cobrindo toda a amplitude da carreira de um artista ou a varredura completa de uma gravadora inteira ou gênero. Muitas antologias são lançadas nesse formato. | Ex: Led Zeppelin Box Set |
| Coletâneas Temáticas                                           | Se um artista teve várias músicas como tema de novela, pode-se criar uma coletânea somente com músicas de novela daquele artista                                                                 | Ex: o álbum Novela Hits, do Roupa Nova |
| Coletânea de Vários Artistas (Mesmo Gênero Musical)            | Neste tipo de coletânea são reunidas canções que são similares por serem do mesmo gênero musical                                                                                                 | Ex: A série de cds Lovy Metal, a coletânea Brazil: Forró - Music for Maids and Taxi Drivers (um álbum lançado no mercado internacional dedicado ao Forró), ou ainda canções de natal cantadas por vários artistas distintos. |
| Coletânea de Vários Artistas (Artistas de uma mesma gravadora) | Neste tipo de coletânea são reunidas canções de bandas com contrato com uma mesma gravadora | Ex: o álbum Earache: World's Shortest Album, que contém uma compilação de músicas de bandas com contrato com a gravadora britânica Earache Records                                                                           |
| Sampler                                                        | Produção de baixo custo com o objetivo de promover bandas | Ex: Álbum Tributo ao Inédito |